# Neoramia janus
Espèce
Synonymes
- Ixeuticus janus Bryant, 1935

Neoramia janus est une espèce d'araignées aranéomorphes de la famille des Stiphidiidae.

## Distribution
Cette espèce est endémique de Nouvelle-Zélande.

## Publication originale
- Bryant, 1935 : Some new and little known species of New Zealand spiders. Records of ihe Canterbury Museum, vol. 4, p. 71-94.